# Dán kultúra
A dán kultúra Dánia oktatási rendszerét, kulturális intézményeit, művészeti életét, a hagyományokat és a gasztronómiát tárgyalja.

## Oktatási rendszer

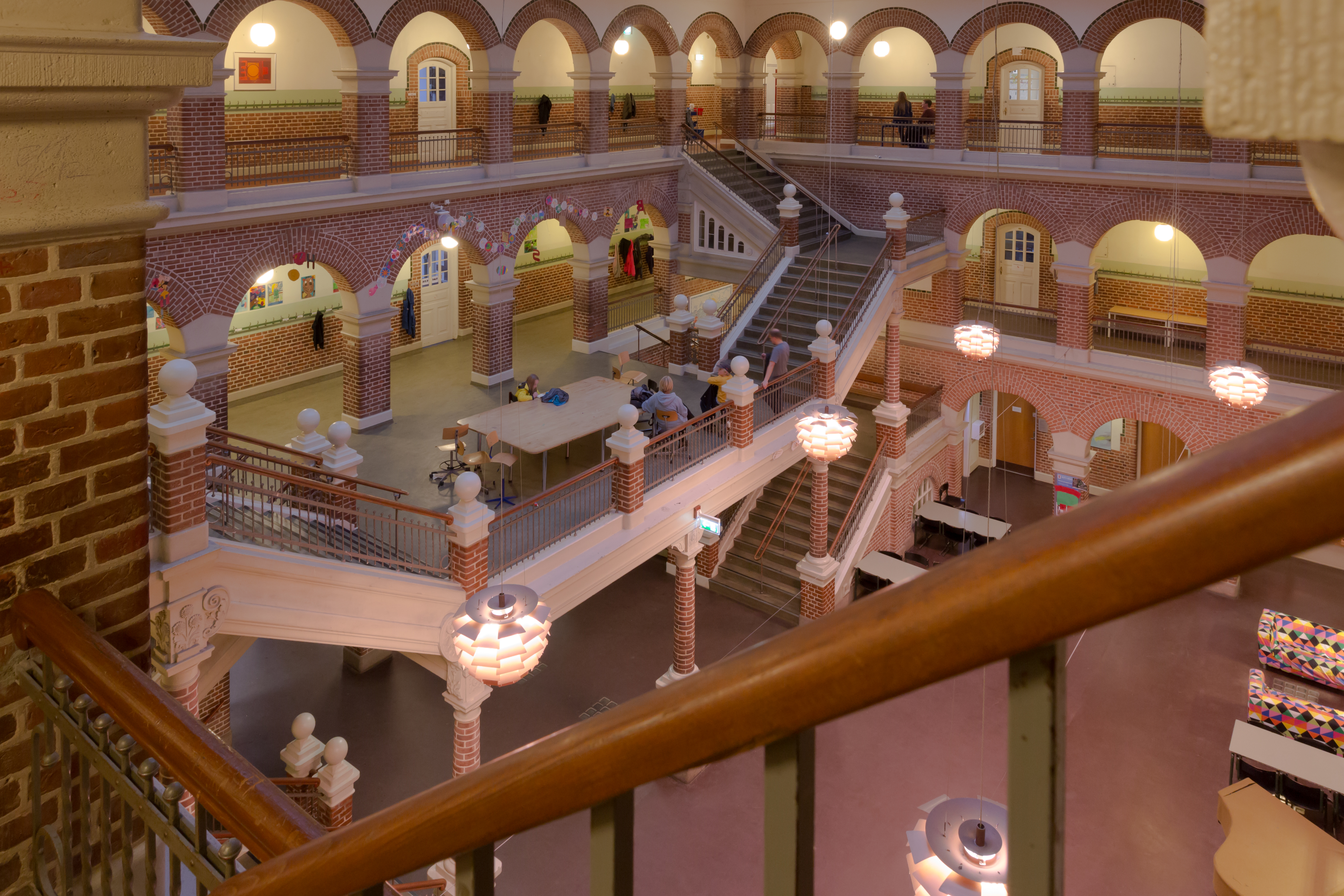
A Læssøesgades iskola csarnoka Aarhusban

Dánia fejlett oktatási rendszerrel rendelkezik. A közoktatás és nagyrészt a felsőoktatás is ingyenesen hozzáférhető. Átlagosan egy évfolyam 80,3%-a végzi el a középiskolát és 44,5%-a fejezi be a felsőfokú képzést.
Az általános iskola elnevezése „den Danske Folkeskole” (dán népiskola); itt 0-10. osztályok indulnak. A tankötelezettség az elsőtől, a 9. osztályig tart, de a gyerekek 99%-a elvégzi az előkészítő és 58%-a a 10. osztályt is. Az iskolákat az önkormányzatok tartják fenn, de vannak magániskolák is, például a Waldorf-iskolák.
A legsajátosabb iskolatípus az „Efterskole” (utóiskola), amely szabadon választható oktatási forma. Ez nagyjából a bentlakásos iskolának felel meg azzal a különbséggel, hogy általában egy-egy területre (például sport vagy nyelvek) koncentrál, és a tanulók számára nagyobb szabadságot biztosít. Általában egy évre (többnyire 9. vagy 10. évfolyamban) iratkoznak be ide.
Az oktatáshoz való egyik legfontosabb dán hozzájárulás a „folkehøjskole” (népfőiskola) intézménye, amelyet N. F. S. Grundtvig vezetett be a 19. században. Ez az oktatási forma a tesztek és osztályzás helyett a közösségi tanulásra, a felfedezésre és a gondolkodásra helyezi a hangsúlyt. A gimnázium után sokan hallgatnak néhány hónapig népfőiskolát, amely az élethosszig tartó tanulásnak is fontos bázisa.

## Kulturális intézmények
A modern művészetek népszerű kiállítóhelyei a Koppenhágától északra található Louisiana Múzeum és az Aalborgi Észak-jyllandi Művészeti Múzeum. A koppenhágai Állami Művészeti Múzeum és a Ny Carlsberg Glyptotek a dán és egyetemes művészet kiemelkedő értékeinek ad helyet. Dánia nemzeti könyvtára az 1648-ban alapított Dán Királyi Könyvtár, melynek modern épületét 1999-ben adták át.

## Művészetek

### Építészet

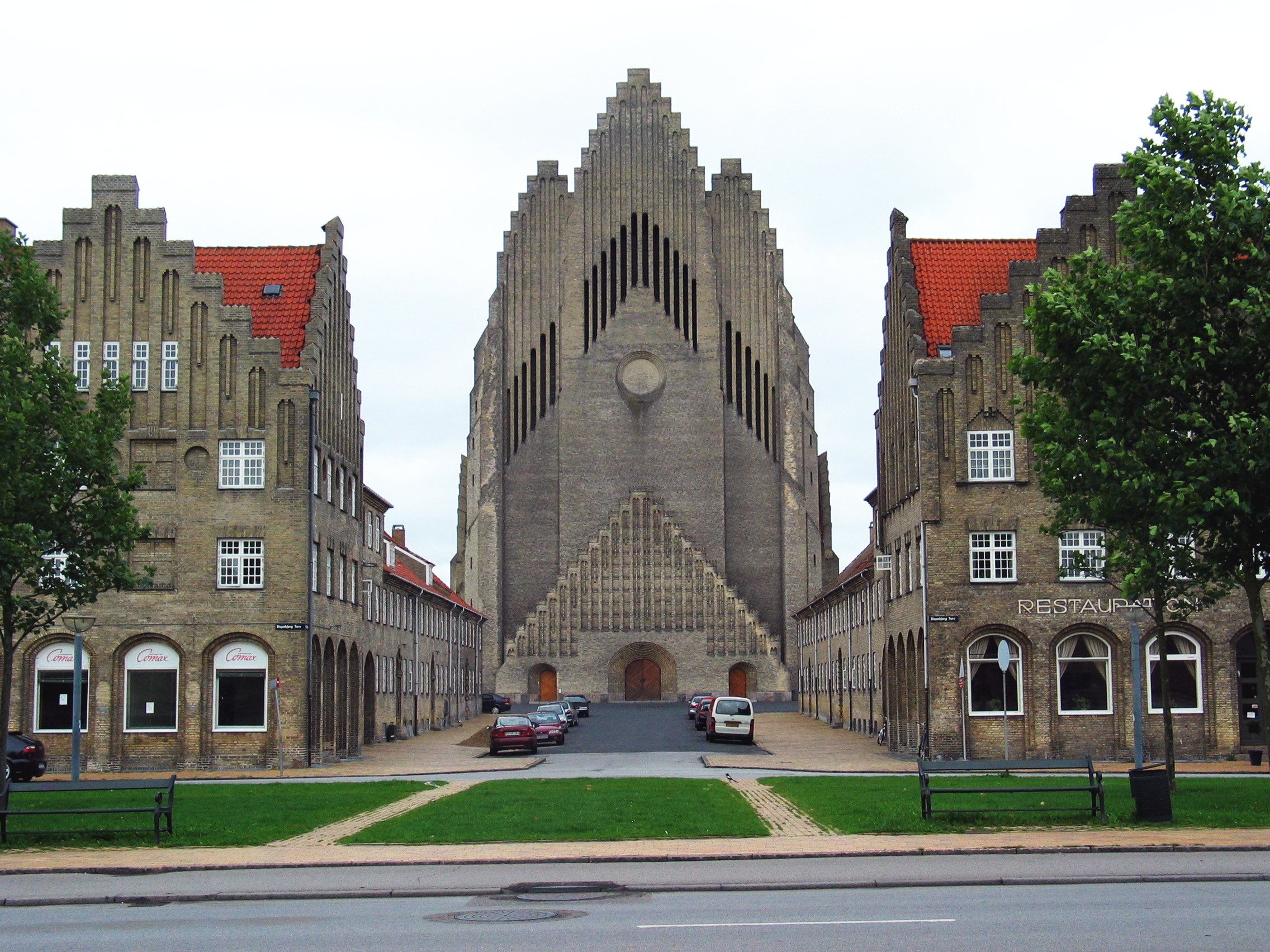
Grundtvigs Kirke, Koppenhága. Az expresszionista egyházi építészet példája. Szokatlan megjelenése miatt ez a város egyik legismertebb temploma.

Dániában három világörökségi helyszín található: Jelling viking emlékei: a rúnakövek és a templom; a roskildei székesegyház; valamint a Kronborg Helsingørnél. (Dániához tartozik a grönlandi Ilulissat-jégfjord is.)

### Filmművészet

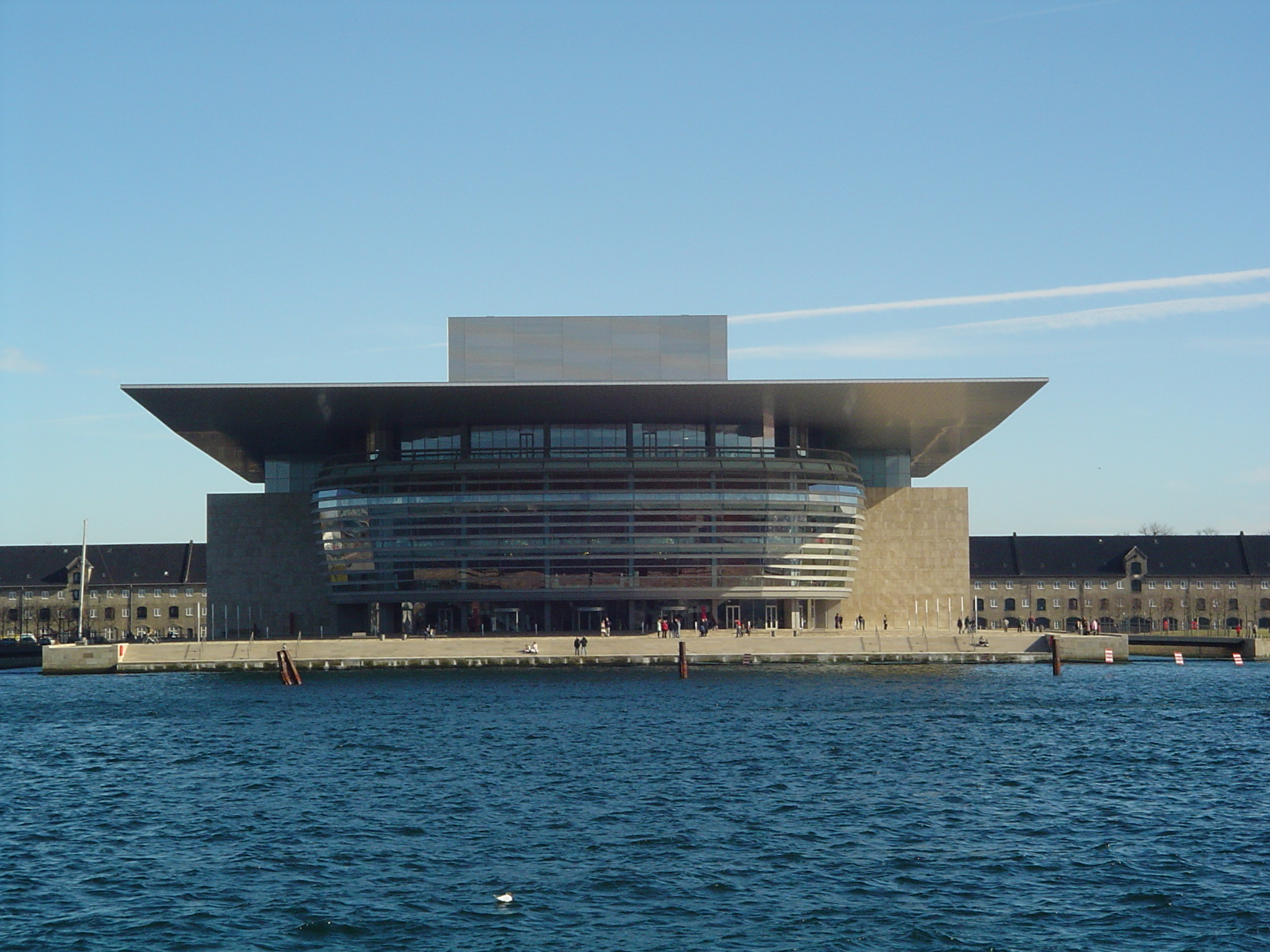
A Koppenhágai Operaház

Dánia a némafilm korszakában a világ negyedik filmnagyhatalma volt az Amerikai Egyesült Államok, Németország és Franciaország után. A hangosfilm megjelenésével elvesztette ezt a pozícióját, de az 1990-es évektől kezdve a Lars von Trier nevével fémjelezett Dogma 95 mozgalom hatására újra a világ élvonalába került.

### Zene, tánc

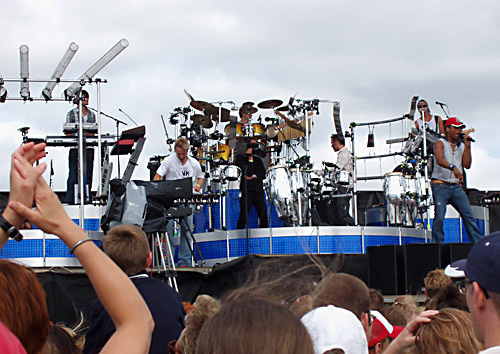
Safri Duo dán popegyüttes

Dánia zenei életére nagy befolyással volt a német zene, amelyet olyan híres zeneszerzők életműve is bizonyít, mint Heinrich Schütz, aki hosszú ideig királyi főkarmester volt Koppenhágában, vagy Dietrich Buxtehude, aki több évig orgonista volt Helsingørben. A 19. században kezdtek el kialakulni a dán zene jellegzetességei, elsősorban Johann Peter Emilius Hartmann és Niels Wilhelm Gade keze alatt. A századfordulón működött Carl Nielsen, akinek operáit és szimfóniáit világszerte játsszák. A könnyűzenei színpadok kedvelt vendége a Nephew vagy a Metallica együttes dobosa, Lars Ulrich.
Különösen népszerű a dzsessz, amit a Koppenhágai Dzsesszfesztivál sikere is mutat.
A Dán Királyi Balett a 19. századi nagy dán koreográfus, August Bournonville munkásságára fókuszál.

## Gasztronómia
Dánia nemzeti étele a smørrebrød (gazdagon megrakott rozskenyér-szendvics), a dán húsgombóc (Frikadeller), dán sertéssült (Skipperlabskovs) és a dán hurka (Pølse). Ezenkívül igen sokféle különböző halételt fogyasztanak. Hagyományos desszertjeik a különféle gyümölcsszószok (frugtgrød).
Igen híresek a dán sörök, különösen a Carlsberg, a Tuborg és a Faxe.

## További ismertebb dán személyek
(a fentebb említetteken kívül)
- Vitus Bering, felfedező
- Tycho Brahe, csillagász
- Niels Bohr, Nobel-díjas fizikus
- Ole Kirk Christiansen, a LEGO megalkotója
- Viggo Mortensen, amerikai színész
- Jørn Utzon, építész (Sydney-i Operaház)
- Arne Jacobsen, építész és dizájner
- Theophil Hansen, építész
- Asta Nielsen, színésznő
- Poul Reichhardt, színész
- Nikolaj Lie Kaas, színész
- Mads Mikkelsen, színész
- Ulrich Thomsen, színész
- Anders Thomas Jensen, filmrendező
- Nicolas Winding Refn, filmrendező
- Susanne Bier, filmrendező
- Lars Mikkelsen, színész
- Janne Teller, írónő